# Guarea glabra
Guarea glabra är en tvåhjärtbladig växtart som beskrevs av Vahl. Guarea glabra ingår i släktet Guarea och familjen Meliaceae.

## Underarter
Arten delas in i följande underarter:
- G. g. excelsa
- G. g. glabrescens
- G. g. microcarpa
- G. g. rovirosae
- G. g. tuerckheimii